# David Zegarra
David Martín Zegarra Albarracín (Lima, 22 de octubre de 1984), conocido también por su sobrenombre Pantera, es un boxeador profesional y personalidad de televisión peruano. Se coronó campeón mundial de la Asociación Mundial de Boxeo.

## Trayectoria televisiva
El 6 de agosto de 2012 se unió al programa juvenil de ATV, Combate, en la tercera temporada, cuya sinopsis es de competencias, la cual ganó con el equipo verde.
El 9 y el 12 de agosto de 2013 ingresó a la cuarta temporada de Combate, la cual se detuvo en el 20 de noviembre dando inicio a «la revancha» de la temporada pasada y fue eliminado y fue reiniciada el 23 de diciembre de 2013, la cual terminó abandonó por motivos personales de deportes.
El 24 de junio de 2015 ingresó a la octava temporada de Combate, la cual queda eliminado.
El 5 de noviembre de 2015 ingresó a la novena temporada de Combate, la cual queda eliminado también.
El 28 de marzo de 2016 ingresó a la décima temporada de Combate a mitad del camino y de toda la emisión, la cual ganó con el equipo verde siendo el primer deportista bicampeón oficial masculino de color.
El 11 de julio de 2016 ingresó a la décimo-primera temporada de Combate, la cual ganó tres veces con el equipo verde siendo el primer deportista tricampeón oficial masculino de color.
El 12 de septiembre de 2016 ingresó a la décimo-segunda temporada de Combate, la cual ganó cuatro veces con el equipo verde siendo el primer deportista tetracampeón oficial masculino de color.

### Créditos
Televisión
- Combate (2012-2018) como él mismo (Competidor).
- El origen del origen (2018) como él mismo (Competidor).
- El valor de la verdad (2019) como él mismo (Participante invitado).

## Récord profesional[2]
| Res. | Record | Oponente                     | Fecha      | Método | Tiempo, Round |
| E    | 35-8-1 | Mario Mina                   | 2022-08-27 | MD     | (6/6)         |
| G    | 35-8   | Jefferson Mera               | 2022-07-02 | KO     | (1/6)         |
| D    | 34-8   | Bektemir Melikuziev          | 2022-03-19 | KO     | (2/10)        |
| D    | 34-7   | Julio César Chávez Jr        | 2021-12-18 | UD     | (10/10)       |
| D    | 34-6   | Ali Akhmedov                 | 2021-09-16 | RTD    | (3/8)         |
| D    | 34-5   | David Lemieux                | 2021-06-04 | TKO    | (2/10)        |
| D    | 34-4   | Stefan Haertel               | 2019-11-16 | RTD    | (5/12)        |
| G    | 34-3   | Yeison González              | 2019-04-13 | TKO    | (6/12)        |
| G    | 33-3   | Mateo Damian Veron           | 2018-10-20 | UD     | (10/10)       |
| D    | 32-3   | Erik Bazinyan                | 2018-06-23 | TKO    | (4/10)        |
| G    | 32-2   | Antonio Mercado              | 2018-04-14 | RTD    | (3/10)        |
| D    | 31-2   | Shefat Isufi                 | 2017-07-08 | KO     | (11/12)       |
| G    | 31-1   | Gabriel Agramon              | 2016-10-29 | UD     | (10/10)       |
| D    | 30-1   | Lolenga Mock                 | 2016-04-29 | UD     | (10/10)       |
| G    | 30-0   | Luis Ángel Rojas             | 2015-08-01 | UD     | (6/6)         |
| G    | 29-0   | Amilcar Edgardo Funes Melian | 2014-11-23 | UD     | (8/8)         |
| G    | 28-0   | Fernando Enrique Bataglia    | 2014-08-30 | UD     | (8/8)         |
| G    | 27-0   | Fernando Enrique Bataglia    | 2014-05-31 | UD     | (8/8)         |
| G    | 26-0   | Basilio Silva                | 2013-10-26 | RTD    | (9/10)        |
| G    | 25-0   | Eduardo Flores               | 2013-07-13 | UD     | (10/10)       |
| G    | 24-0   | Adailton Dos Santos          | 2013-05-25 | TKO    | (3/10)        |
| G    | 23-0   | Ubiraci Borges dos Santos    | 2013-03-16 | TKO    | (4/8)         |
| G    | 22-0   | Orlando de Jesús Estrada     | 2012-12-08 | TKO    | (4/10)        |
| G    | 21-0   | Fidel Bennett                | 2012-10-27 | KO     | (4/10)        |
| G    | 20-0   | Emilio Julio Julio           | 2012-08-18 | UD     | (11/11)       |
| G    | 19-0   | Eduardo Flores               | 2012-06-23 | UD     | (10/10)       |
| G    | 18-0   | Juciel Lima Nascimento       | 2012-04-14 | TKO    | (1/11)        |
| G    | 17-0   | Alexandre Firmino Alves      | 2012-02-11 | KO     | (3/9)         |
| G    | 16-0   | Fidel Bennett                | 2011-12-17 | TKO    | (6/9)         |
| G    | 15-0   | Domingo Díaz                 | 2011-10-22 | KO     | (8/9)         |
| G    | 14-0   | Juan Villadiego              | 2011-08-20 | KO     | (1/9)         |
| G    | 13-0   | Domingo Díaz                 | 2010-12-18 | TKO    | (8/9)         |
| G    | 12-0   | Fidel Bennett                | 2010-07-31 | TKO    | (5/9)         |
| G    | 11-0   | Eduardo Flores               | 2010-03-13 | UD     | 10/10         |
| G    | 10-0   | Idiozan Matos                | 2009-11-28 | TKO    | (4/9)         |
| G    | 9-0    | Juan Villadiego              | 2009-09-12 | TKO    | (2/?)         |
| G    | 8-0    | Edgar Borja                  | 2009-05-09 | TKO    | (7/?)         |
| G    | 7-0    | Javier Rizo                  | 2009-03-14 | TKO    | (7/10)        |
| G    | 6-0    | Brinatty Maquilon            | 2009-02-07 | PTS    | (10/10)       |
| G    | 5-0    | Álvaro Nunez                 | 2008-07-13 | KO     | (1/10)        |
| G    | 4-0    | Edgar Borja                  | 2008-03-01 | TKO    | (7/10)        |
| G    | 3-0    | Luis A. Gutiérrez            | 2006-12-09 | KO     | (2/6)         |
| G    | 2-0    | Miguel Alcpaca               | 2005-11-11 | TKO    | (4/6)         |
| G    | 1-0    | Oscar Carvajal               | 2005-10-14 | UD     | 3:00 (6/6)    |

## Participación en otros medios
Incursionó como cantante en el sencillo «Yo no fui» al lado de Mario Hart y Francisco «Pancho» Rodríguez, que fue publicado en 2015.

## Vida personal
Es pareja de Yoanna Salazar desde 2020.